# 十五郎穴横穴群

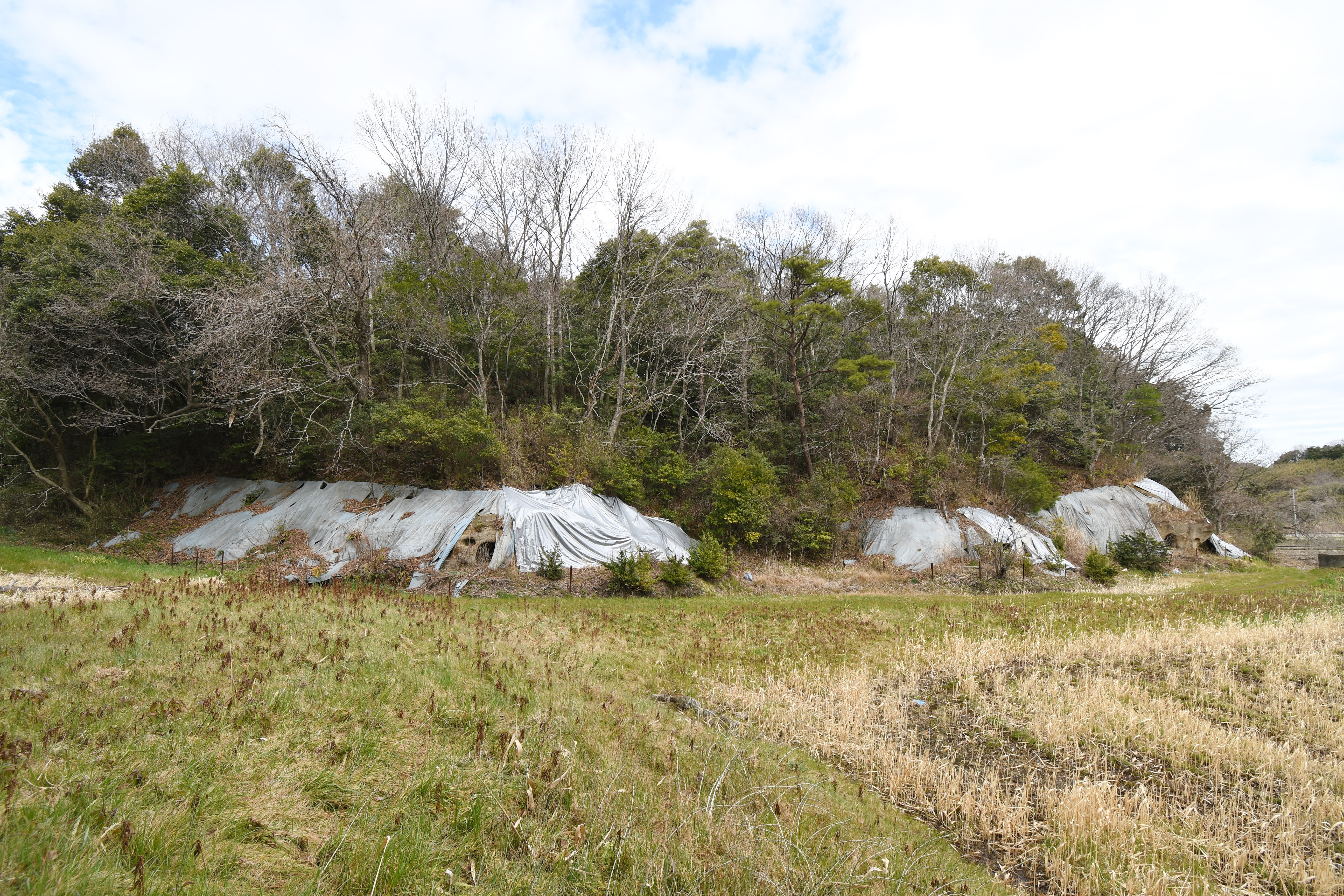
指渋支群VI区

十五郎穴横穴群（じゅうごろうあなおうけつぐん、十五郎穴横穴墓群）は、茨城県ひたちなか市中根にある横穴墓群。国の史跡に指定され、出土品の一部がひたちなか市指定有形文化財に指定されている。

## 概要
十五郎穴は古墳時代終末期から奈良時代にかけて作られたと見られる横穴墓群で、虎塚古墳が存在する指渋（さしぶ）地区、虎塚古墳群2号墳が存在する館出（たてだし）地区、笠谷古墳群が存在する笠谷（かさや）地区にそれぞれ存在する3つの支群から構成される。

2014年度（平成26年度）までの調査で計272基の横穴墓が確認されており、総数は300基を超えると推測されているが、正確な数はわかっていない。
1940年（昭和15年）3月11日に、館出支群の一部（34基）が茨城県の史跡に指定された。
十五郎穴という名前は、昔、曽我兄弟（五郎と十郎）がここに隠れ住んだという伝説からとされている。

## 出土品
- 1950年に館出支群32号墓から銅製の方頭金具がついた大刀が出土した。平成14年3月5日にひたちなか市指定文化財（考古資料）に指定された[5][3]。
- 1976年（昭和51年）から1980年（昭和55年）の指渋支群の調査において119基の横穴墓が確認された際、埋葬されていた人骨のほか、須恵器、勾玉、切子玉（きりこだま）などの副葬品が出土した[3]。
- 2011年度（平成23年度）の館出支群の調査において、館出支群第35号墓より、鞘尻（さやじり）金具や帯取り金具などの飾り金具がついた刀子と蕨手刀が出土した。刀子については正倉院所蔵品との類似点が見られる。また、蕨手刀の発見は茨城県内で2例目である[7]。

## 文化財

### 国の史跡
- 十五郎穴横穴群 - 2024年（令和6年）2月21日指定。

国の史跡への指定以前、1940年（昭和15年）3月11日に「十五郎穴」として茨城県指定史跡に指定されていた。

### ひたちなか市指定文化財
- 有形文化財
  - 十五郎穴横穴墓群館出支群1区第32号墓出土銅製金具方頭大刀（考古資料） - ひたちなか市埋蔵文化財調査センター保管。2002年（平成14年）3月5日指定。
  - 十五郎穴横穴墓群館出支群1区第35号墓出土品一括 266点（考古資料） - ひたちなか市埋蔵文化財調査センター保管。2017年（平成29年）10月16日指定。

## ギャラリー

### 館出支群Ⅰ区

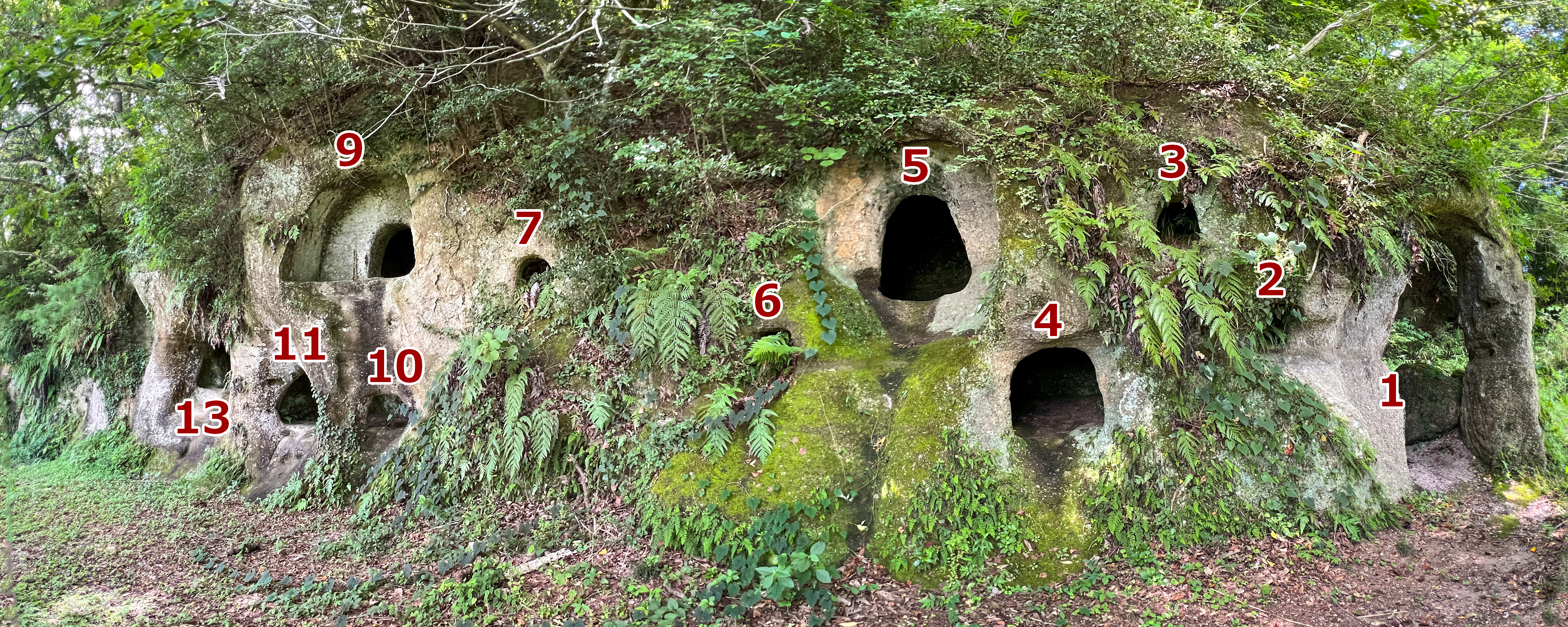
第1-13号墓
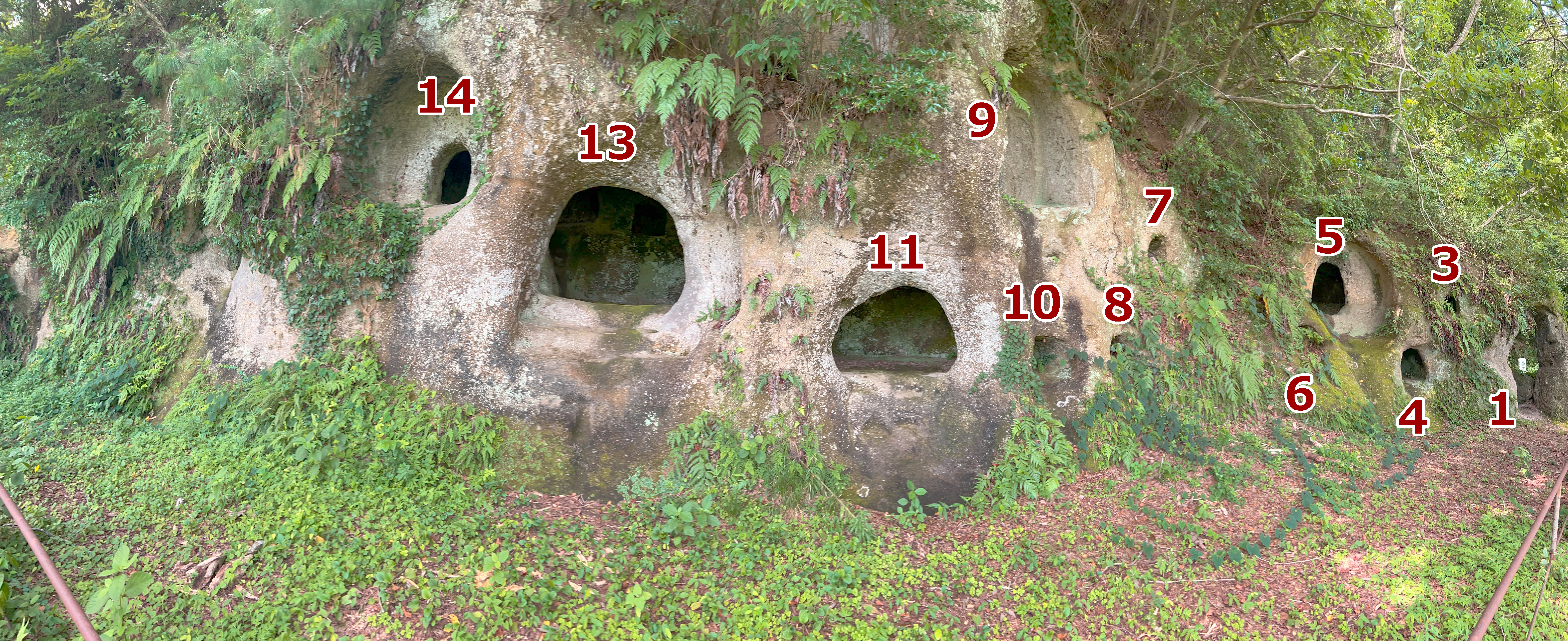
第1-14号墓
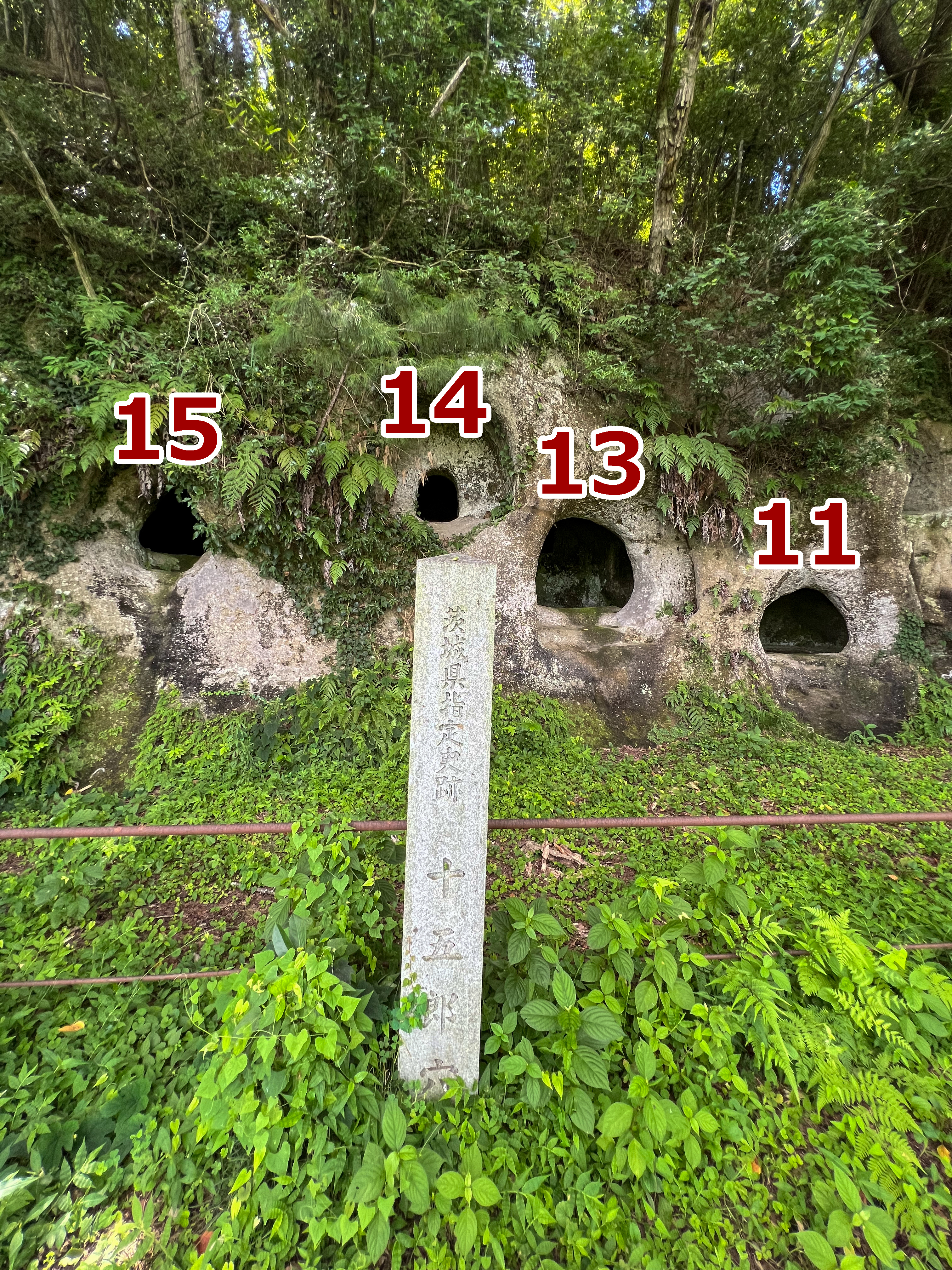
第11-15号墓
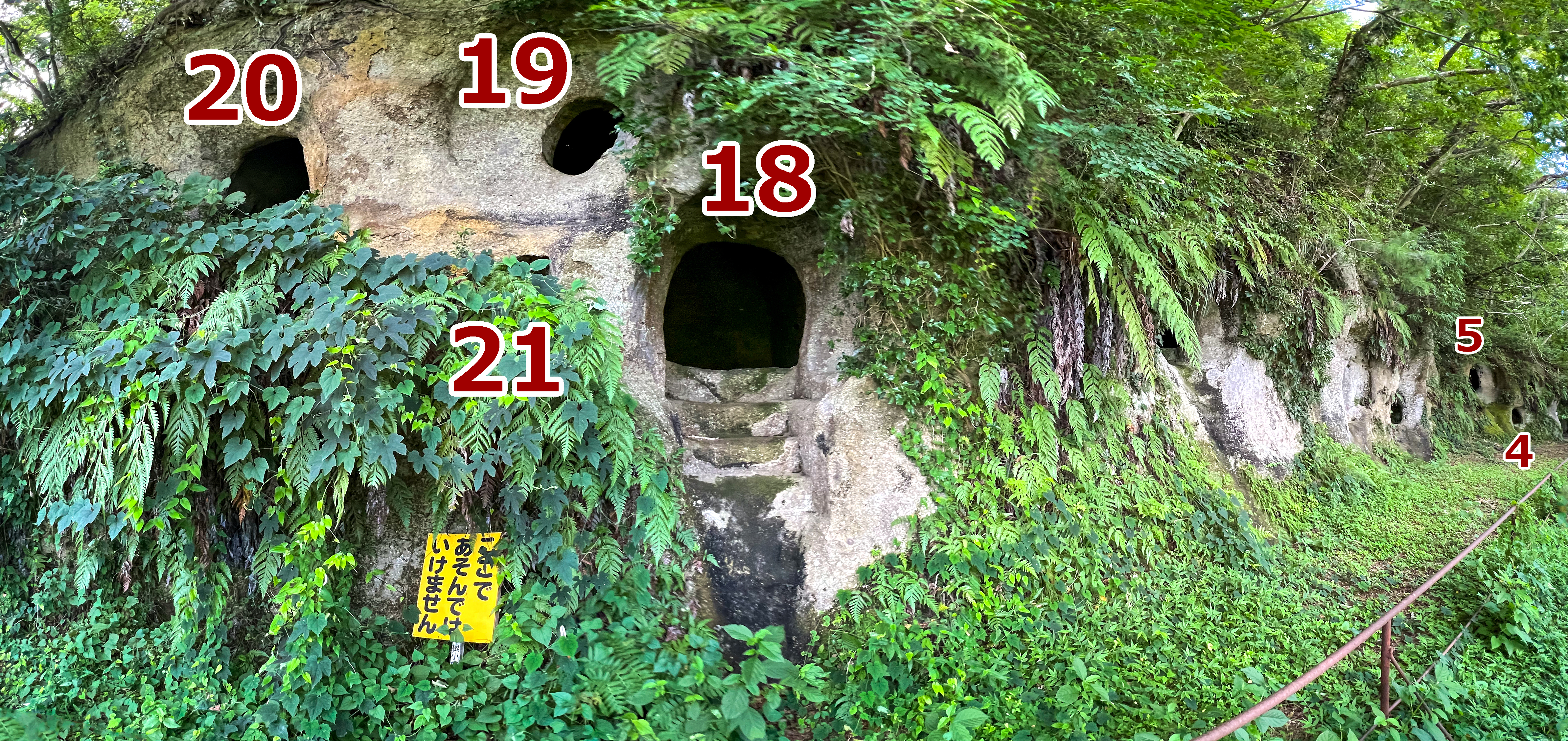
第18-21号墓
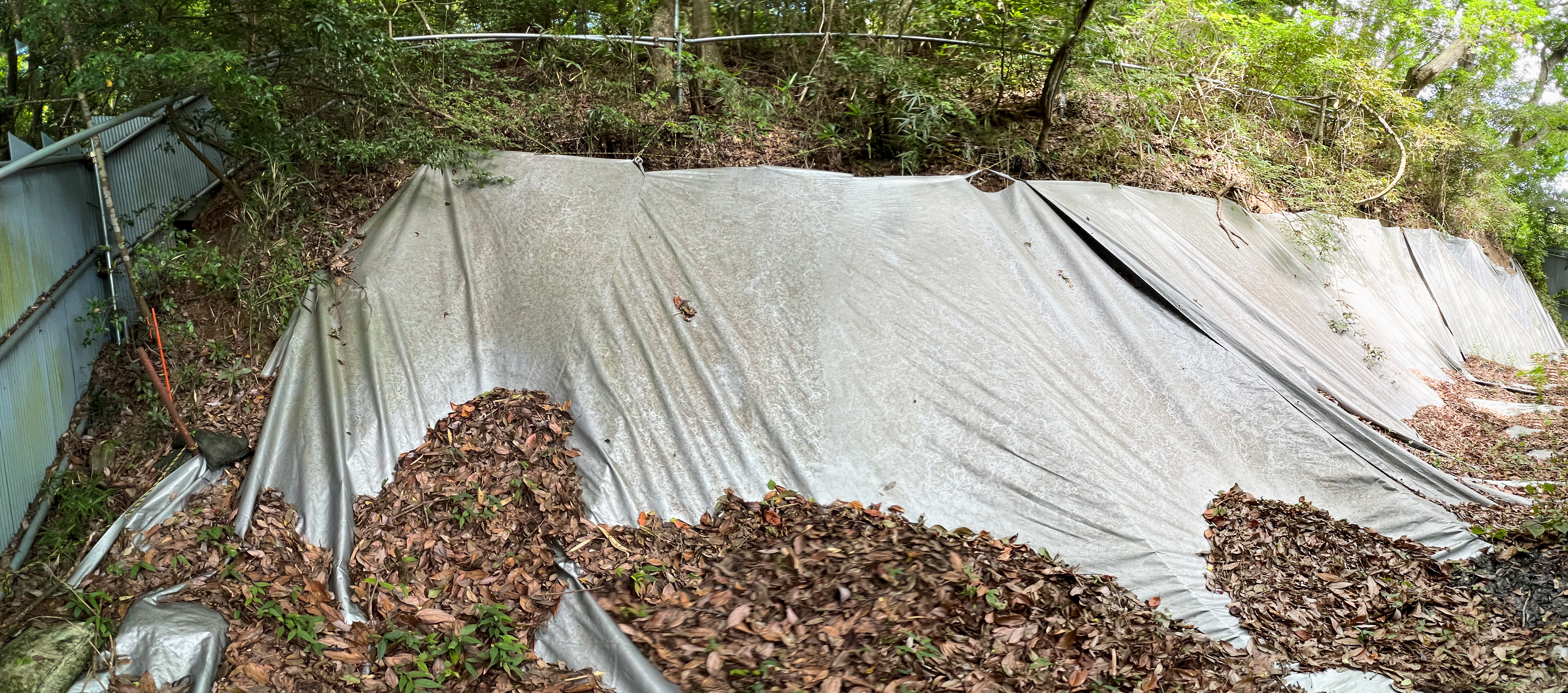
第32-35号墓
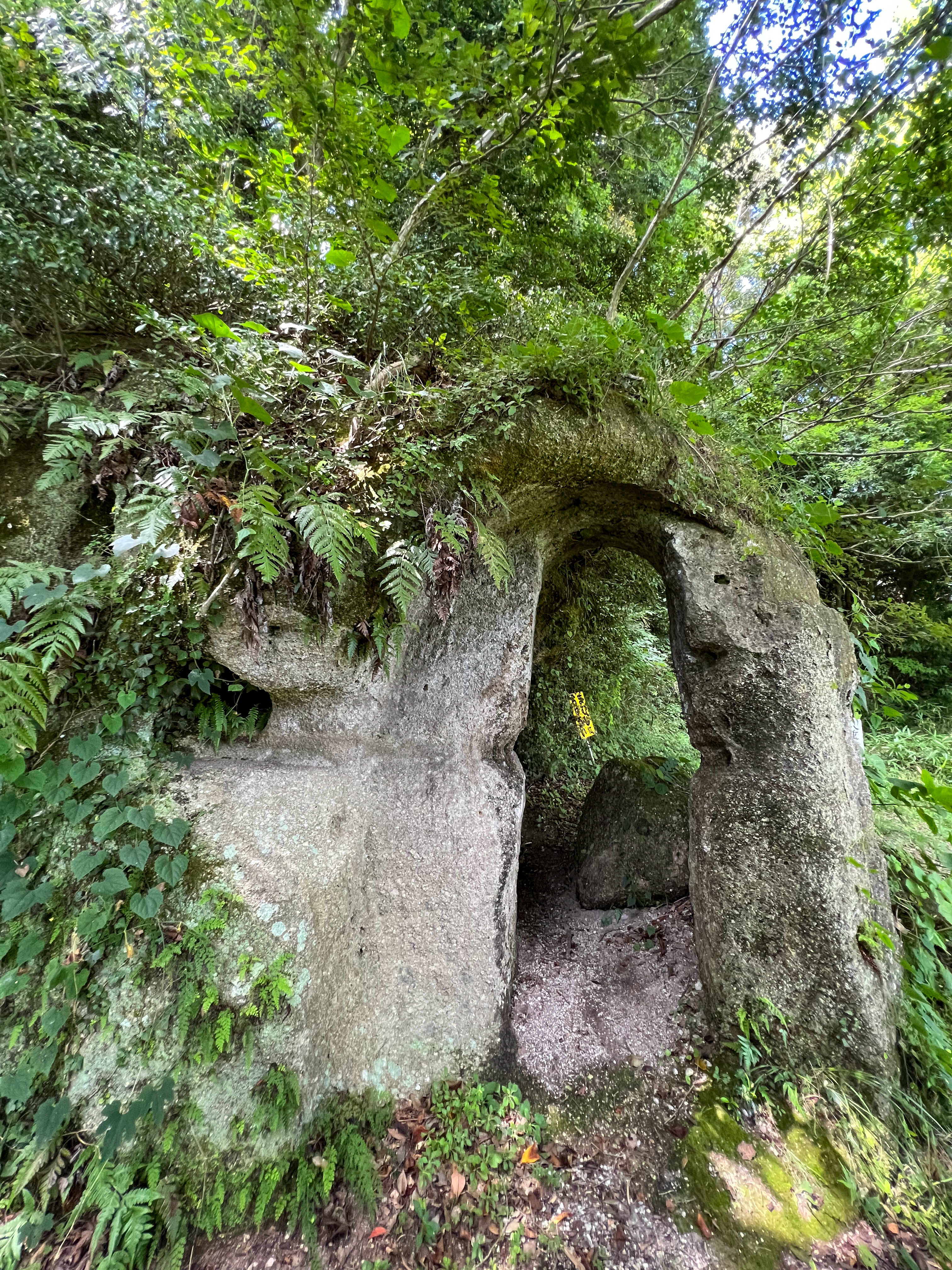
第1号墓
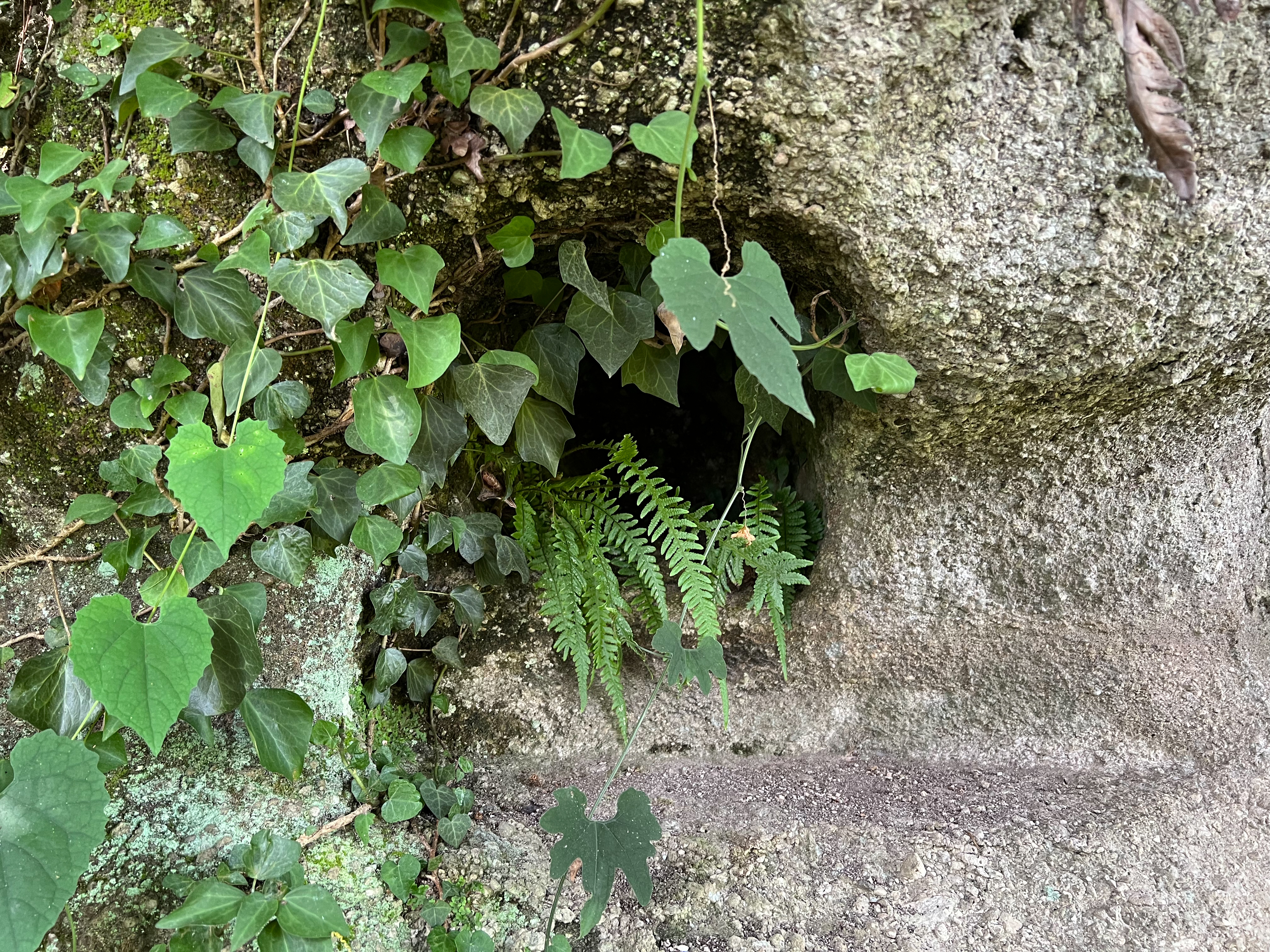
第2号墓
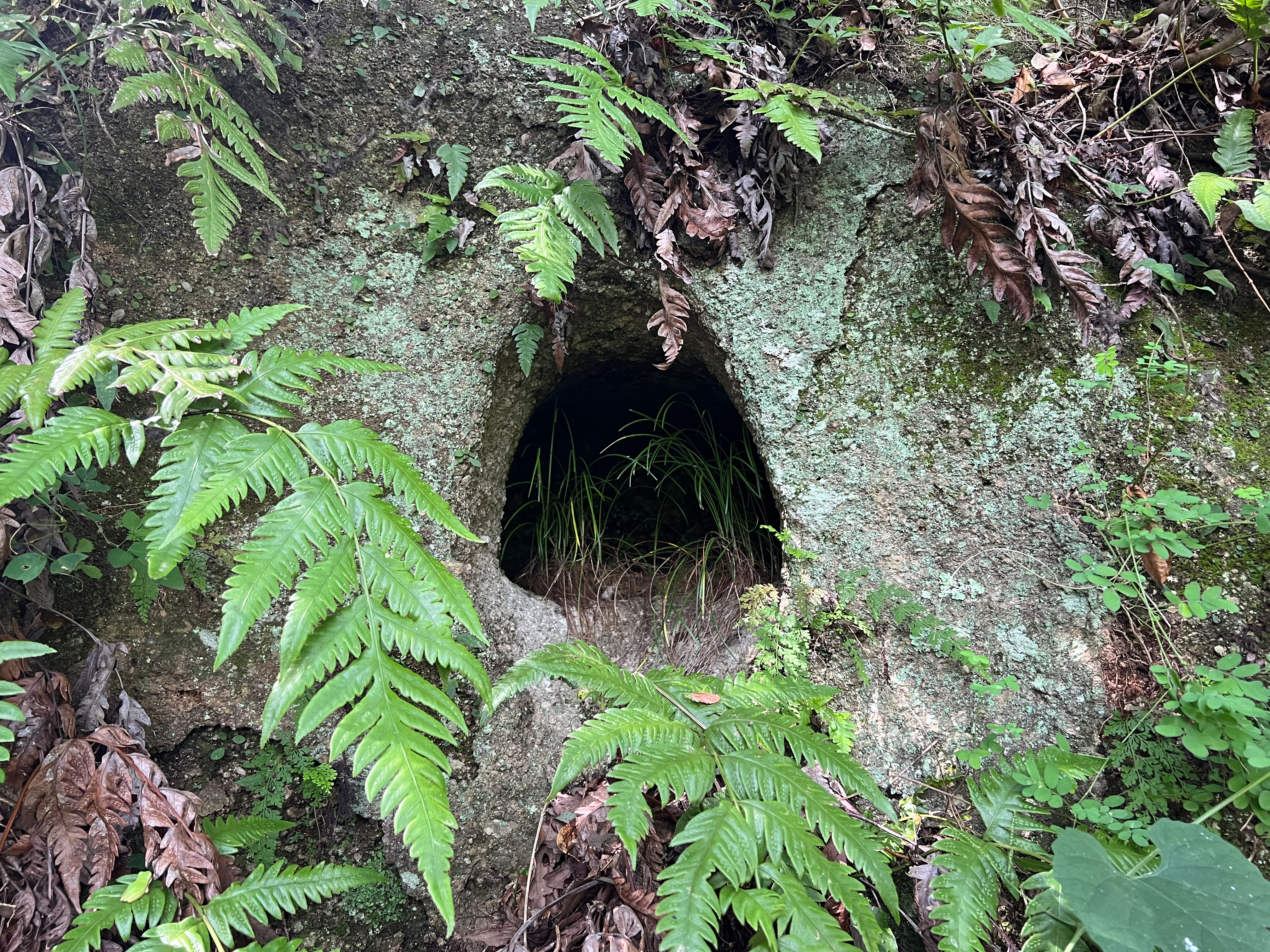
第3号墓
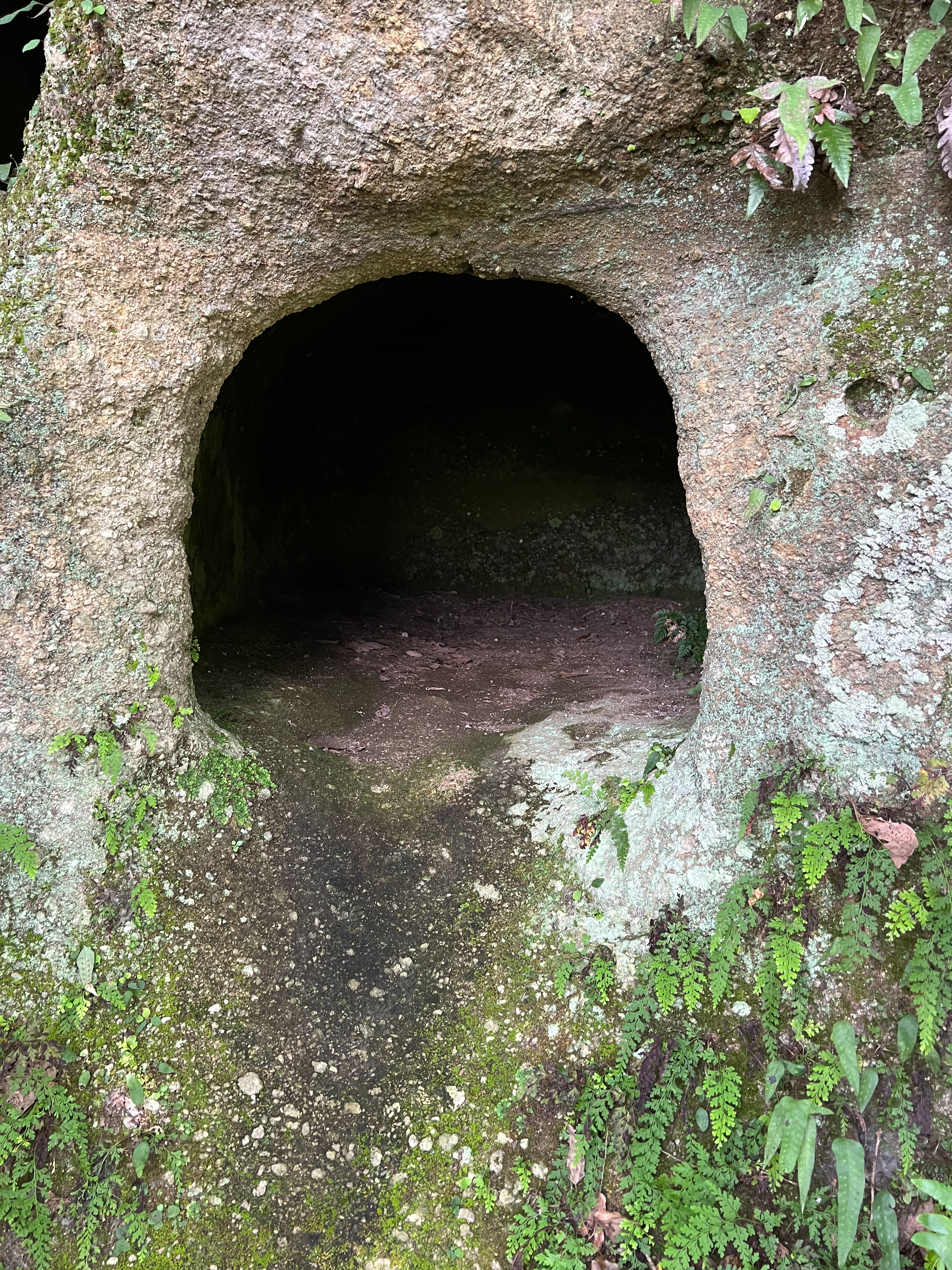
第4号墓
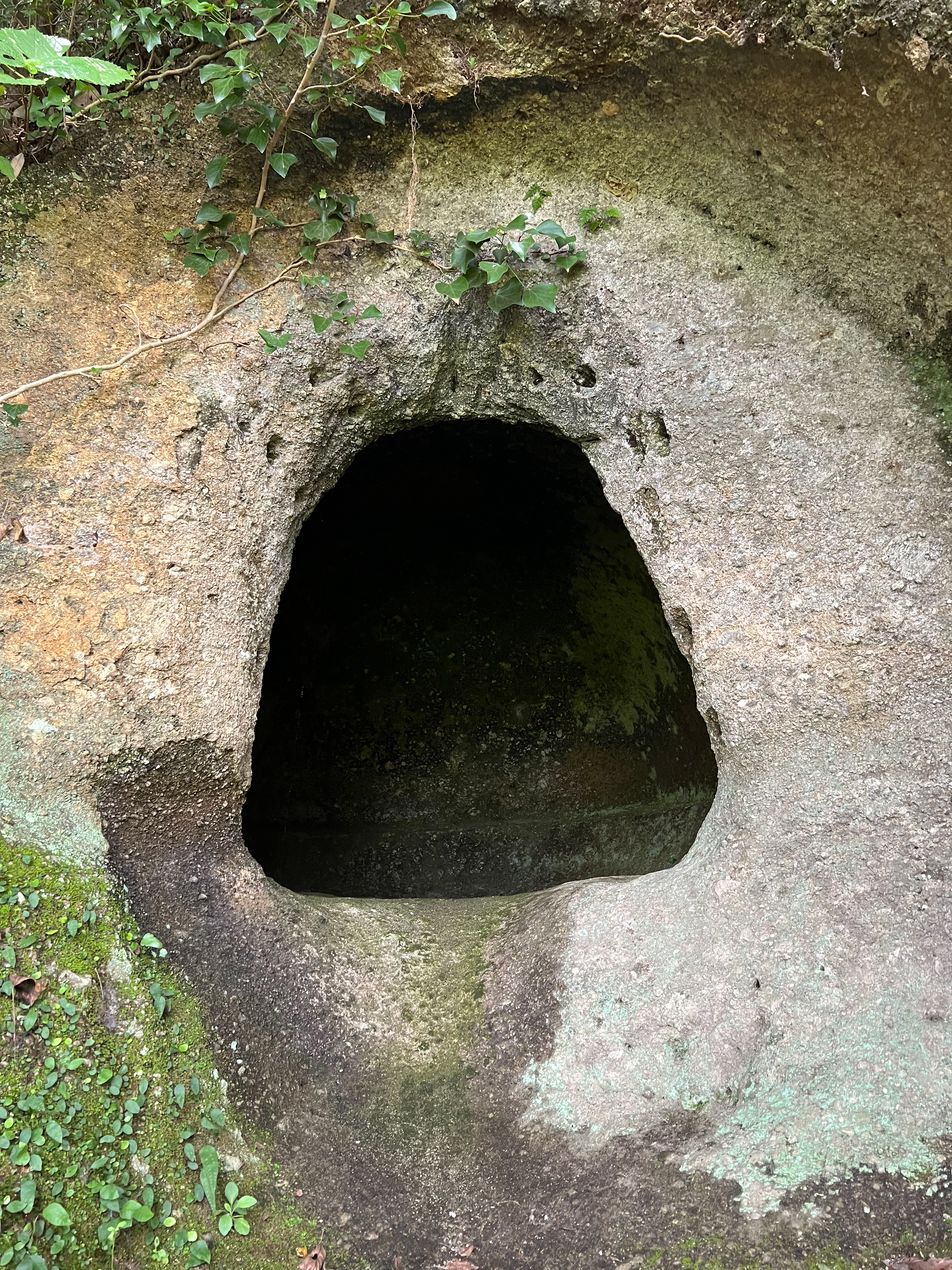
第5号墓
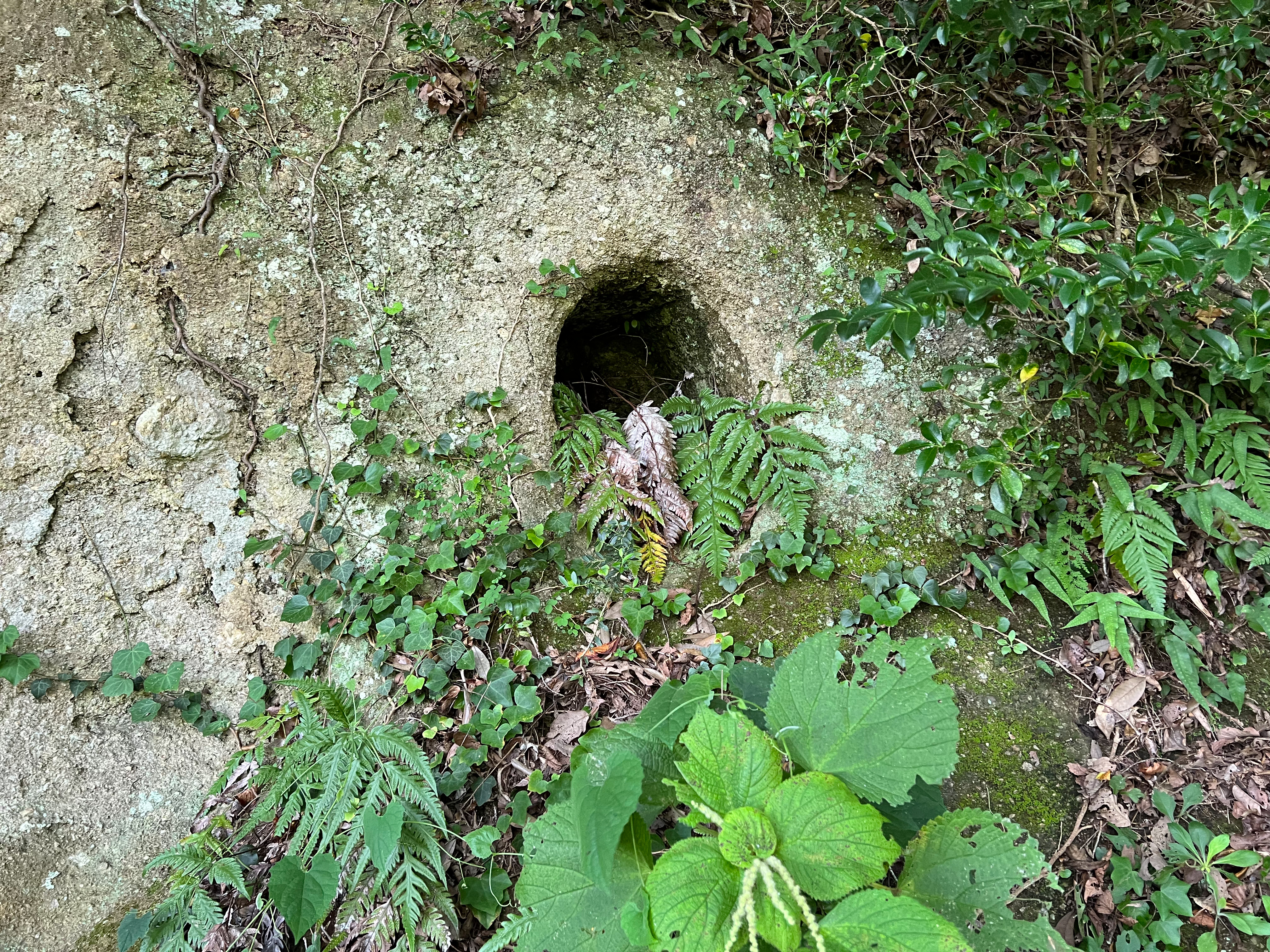
第7号墓
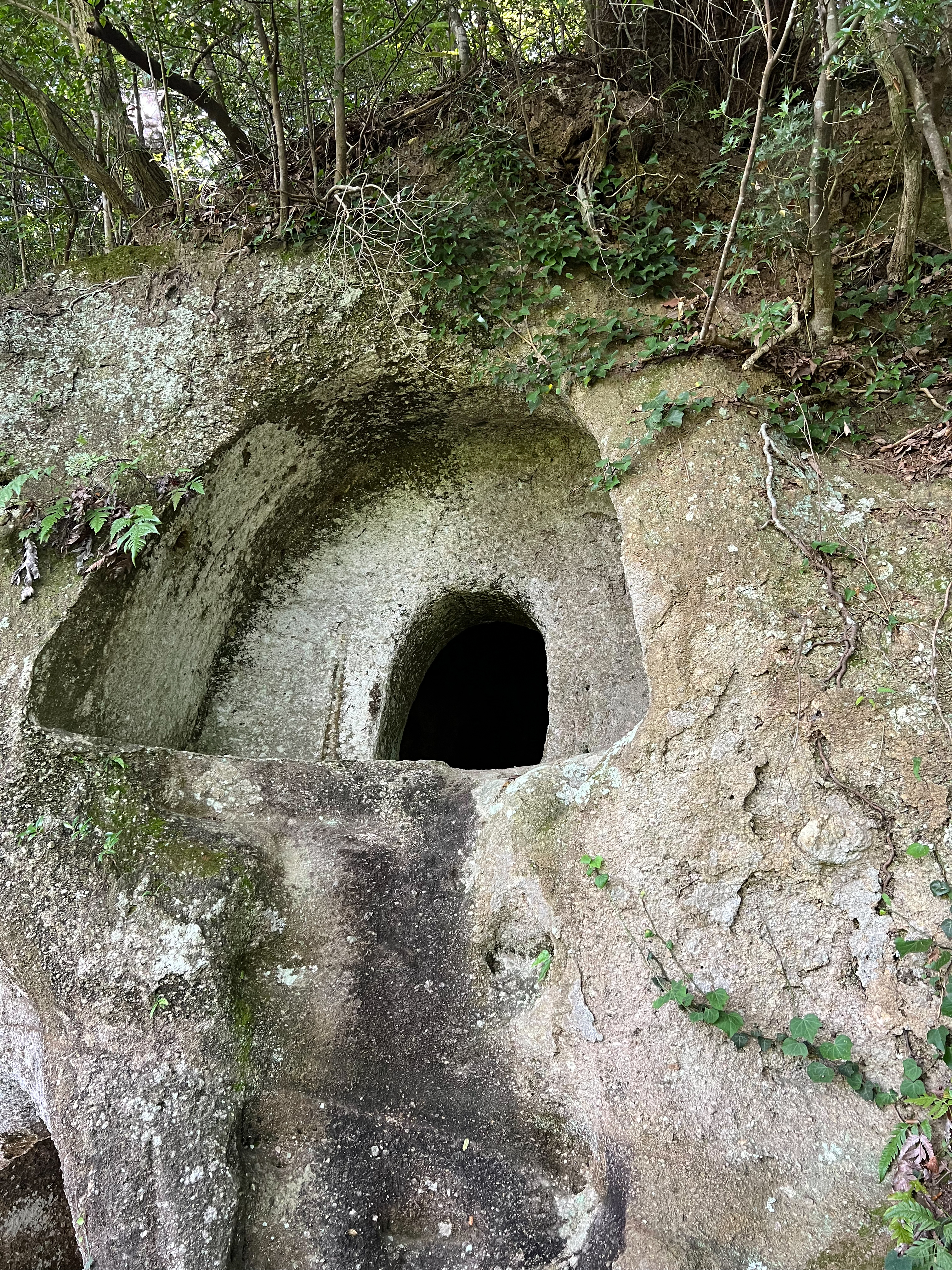
第9号墓
第13号墓
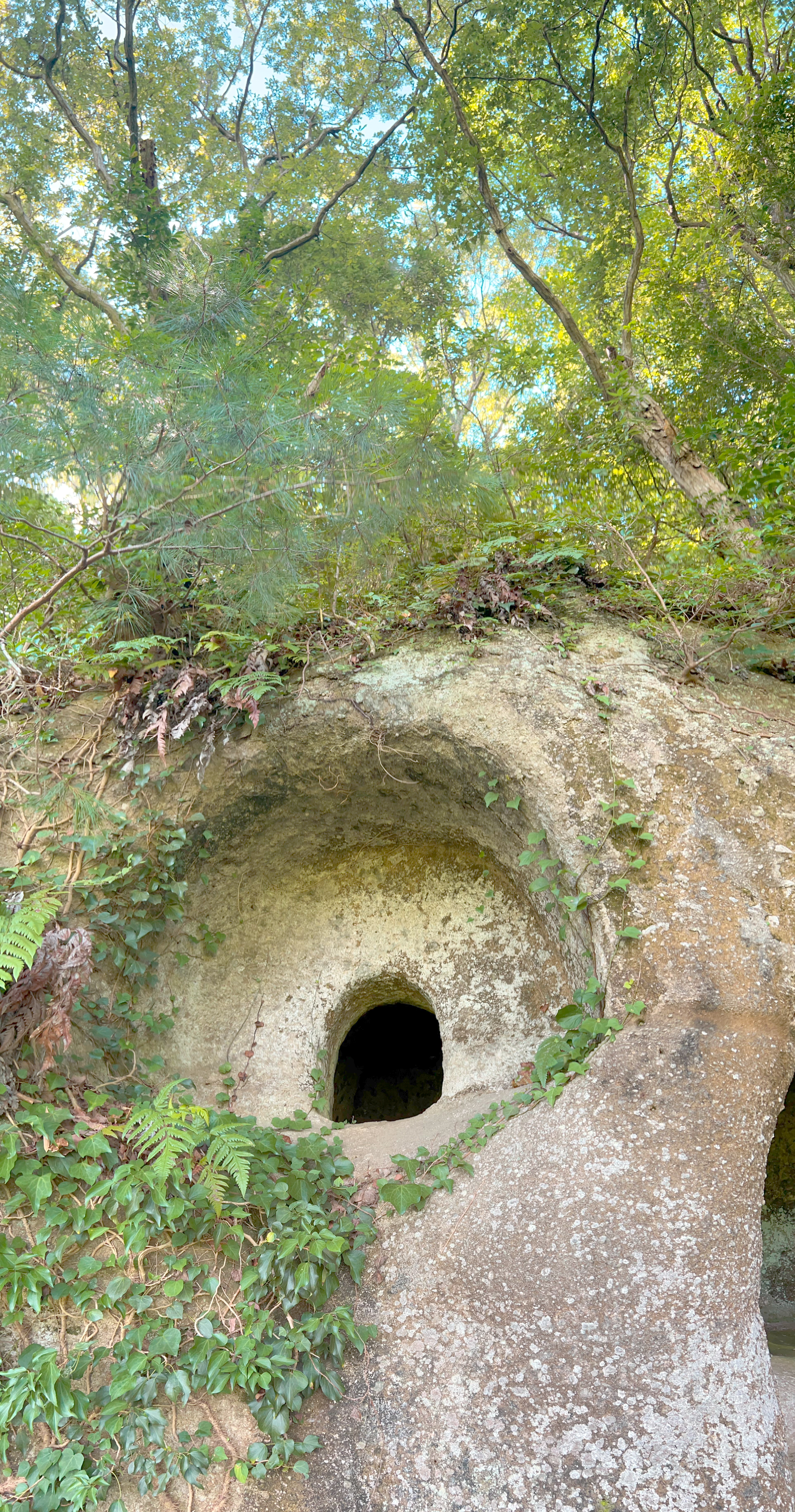
第14号墓